# Ida Schneider (Krankenpflegerin)
Ida Schneider (* 9. April 1869 in Riesbach; † 2. Februar 1968 in Zürich), reformiert, heimatberechtigt in Albisrieden, war eine Schweizer Krankenpflegerin.

## Biografie
Ida Schneider war Tochter des Rechtswissenschaftlers Albert Schneider und seiner Frau Karolina Luise geborene Meyer, Tochter des Jakob Meyer. 
Ida Schneider besuchte das Lehrerinnenseminar in Zürich, wo sie dann eine Krankenpflegeausbildung im Schwesternhaus des Roten Kreuzes absolvierte. Sie bildete sich im Kantonsspital Olten, in der Frauenklinik Zürich und in der Privatpflege weiter und machte eine Studienreise nach Deutschland; unter anderem arbeitete sie im Hamburger Krankenhaus Eppendorf.
Ab 1899 leitete sie das in Zürich eröffnete Büro für Arbeitsnachweis (Stellenvermittlung für Pflegepersonal). 1901 gründete sie mit Anna Heer und Marie Heim-Vögtlin die Schweizerische Pflegerinnenschule mit Frauenspital in Zürich und war bis 1914 deren erste Oberin. Sie wirkte dort auch als Dozentin, Fürsorgerin und Quästorin. Von 1910 bis 1923 war sie Mitglied des Zentralvorstands des Schweizerischen Krankenpflegebunds. Ida Schneider wurde 1923 zum Ehrenmitglied der Krankenpflegekommission (Stiftungsrat) der Schweizerischen Pflegerinnenschule Zürich ernannt.

## Ehrungen
Die bereits bestehende Idastrasse in der Stadt Zürich wurde 2023 nachträglich Ida Schneider als historische Persönlichkeit gewidmet.